# Bettina Pelz
Bettina Pelz (* 1963 in Ennigerloh) ist eine international tätige deutsche Kuratorin mit dem Schwerpunkt Licht in Kunst, Design und Architektur.

## Biografie
Pelz wuchs in Ennigerloh im Münsterland auf. Nach dem Abitur am Thomas-Morus-Gymnasium in Oelde, studierte sie an der Universität Münster Philosophie und an der Fachhochschule Münster Sozialpädagogik. Nach dem Studium übernahm sie 1989 die künstlerische Leitung des Kulturprogramms des soziokulturellen Zentrums Schuhfabrik in Ahlen. Von 1993 bis 1996 leitete sie die Kulturabteilung des soziokulturellen Zentrums Werkhof in Hagen-Hohenlimburg. Seit 1996 arbeitet sie als freie Kuratorin, seit 2000 mit dem Schwerpunkt Licht in Kunst, Design und Architektur. Als solche ist sie in vielfältige interdisziplinäre Projekte involviert, unter anderem in Dänemark, Estland, Frankreich, Holland, Italien, Kroatien, Mexiko, Polen, Portugal, Schweiz, Serbien, Singapur, Südafrika und den USA.
Pelz lebt in Wetter (Ruhr) zusammen mit dem US-amerikanischen Musiker Bradford Catler.

### Lehrtätigkeit
Von 2014 bis 2017 hatte sie eine Gastprofessur an der Hochschule der Bildenden Künste Saar. Zusammen mit Daniel Hausig gründete sie das LIFAcolloquium, ein hochschul-übergreifendes Netzwerk zu Licht in der Bildenden Kunst. Dieses Netzwerk realisiert regelmäßig Konferenzen zu verschiedenen Schwerpunkt-Themen: 2017 an der Fachhochschule Dortmund: Die Farben der Lichtkunst
, 2016 an der Universität für angewandte Kunst Wien: Lichtkunst und Architektur. Zusammen mit Daniel Hausig und Michael Schwarz gründete sie 2015 das LIFAresearch-Projekt, eine Datensammlung zu Licht in der Bildenden Kunst für Forschung und Lehre.
Seit 2004 unterrichtet sie an der Hochschule für Künste Bremen im Lehrgebiet Professionalisierung in den Studiengängen Freie Kunst, Integriertes Design und Digitale Medien.
Von 2009 bis 2010 baute sie das Gründungslabor auf. Seit 2012 leitet sie das Masterstudio Material und Technologie – Innovationsprozesse im Produktdesign zusammen mit Andreas Kramer.
Von 2005 bis 2011 unterrichtete sie in verschiedenen Teilgebieten der professionelle Praxis in den kulturgestaltenden Disziplinen an der Carl von Ossietzky Universität Oldenburg im Rahmen der post-graduierten Studienangebote „ProKultur“ und „Edukult³“ im Zentrum für wissenschaftliche Weiterbildung „C3L“.
Von 2008 bis 2011 unterrichtete sie Zeitgenössische kuratorische Praxis an der Universität Hildesheim im „Center for Lifelong Learning“.

## Ausstellungsprojekte
- Lichtrouten in Lüdenscheid: Zusammen mit Tom Groll  Gründungskuratorin der Lichtrouten Lüdenscheid. Sie kuratierte die Editionen 2002 (Titel: Black Boxes), 2003 (Titel: Unorte), 2004 (Titel Lichtbiotope), 2005 (Titel: Parklandschaften), 2006 (Titel: Architektur der Erinnerung), 2010 (Titel: Wunderkammern des Lichts) und 2013 (Titel: Die Kunst der Projektion).
- Glow in Eindhoven: Zusammen mit Tom Groll Gründungskuratorin des Festivals Glow – Internationales Forum für Licht in Kunst und Architektur in Eindhoven. Sie kuratierte die Editionen 2006 (Titel: Green Light),[9] 2007 (Titel: Sealed Spaces),[10] 2008 (Titel: The Forbidden City)[11] und 2009 (Titel: Being Public).[12]
- Narracje in Danzig: Gründungskuratorin des Ausstellungsformats Narracje – Interventionen für den öffentlichen Raum in Danzig.[13] Sie kuratierte die Editionen 2009 (Titel: Open Spaces), 2010 (Titel: Lost and Found)[14] und 2011 (Titel: Nature of the City).[15]
- Farbfest am Bauhaus Dessau: Sie kuratierte die Edition 2011 und entwickelte das Konzept Statt Farbe: Licht in Dessau.[16]
- Lichtströme in Koblenz: Zusammen mit Tom Groll  Gründungskuratorin des Festivals Lichtströme in Koblenz.
- Sie kuratierte die Editionen 2011 (Titel: Von blauen Blumen) und 2012 (Titel: Kunstformen der Natur).[17]
- Switch on Beijing 2013: Ko-Kuratorin des Festivals Switch on Beijing zusammen mit Karen Chan und Tewa Srilaklang.[18]
- Lichtungen in Hildesheim: Gründungskuratorin der internationalen Licht-Kunst-Biennale Hildesheim 2015.[19] Sie kuratierte auch die zweite Edition 2018 unter dem Titel „Evi Lichtungen“ zu dem Thema „Die Licht-Metapher“.[20][21]
- Interference in Tunis: Zusammen mit Aymen Gharbi gründete die das internationale Licht-Kunst-Projekt Interference 2016 in Tunis.[22][23] Alle Ausstellungsorte lagen in der Medina von Tunis, die seit 1979 zum UNESCO-Welterbe zählt.
- See Djerba in Houmt Souk: Zusammen mit Aymen Gharbi gründete die das internationale Licht-Kunst-Projekt See Djerba 2017 in Djerba.[24][25]
- Responsive in Halifax: Zusammen mit Ralf Seippel gründete sie das internationale Licht-Kunst-Projekt Responsive 2017 in Halifax.[26][27] Ausstellungsorte waren die Art Gallery of Nova Scotia, the Art Gallery of the Dalhousie University and the Anna Leonowens Gallery der NSCAD University.

## Publikationen
- als Hrsg. mit Lüdenscheider Stadtmarketinggesellschaft: Lichtrouten. Verlag Seltmann + Söhne, Lüdenscheid 2002, ISBN 3-934687-15-6.
- Lichtrouten. In: Zentrum für Internationale Lichtkunst (Hrsg.): Am Randes des Lichts – inmitten des Lichts. Wienand Verlag, Köln 2004, ISBN 3-87909-853-0, S. 134–137.
- Fotostrecke der Lichtrouten 2002 bis 2004, In: Christoph Brockhaus (Hrsg.): Stadtlicht – Kunstlicht. Wienand Verlag, Köln 2004, ISBN 3-89279-604-1, S. 10–13.
- Dokumentation der Glow-Editionen 2006 bis 2010, In: CityDynamiek Eindhoven + C-twee creatieve communicatie i.s.m. (Hrsg.): GLOW: Forum of Light in Art and Architecture. Druckerij Snep, Eindhoven 2011, ISBN 978-90-816391-1-8.
- Sabine Baumann, Bettina Pelz (Hrsg.): Professionalisierung: Konzepte in den Künsten. Bundesakademie für kulturelle Bildung / Hochschule für Künste Bremen, Bremen/Wolfenbüttel 2006, ISBN 3-929622-29-7.